# 加藤明実
加藤 明実（かとう あきざね）は、近江水口藩の第11代（最後）の藩主。水口藩加藤家13代。

## 生涯
嘉永元年（1848年）3月1日、第9代藩主・加藤明邦の七男として江戸で生まれる。文久3年（1863年）12月29日に兄で第10代藩主の明軌の養子となる。元治2年（1865年）3月15日、将軍徳川家茂に拝謁する。同年12月28日、従五位下・能登守に叙任する。慶応2年（1866年）2月29日に明軌の隠居により家督を継いだ。慶応3年（1867年）3月28日、泉涌寺の警備を命じられる。
第2次長州征伐では京都警備を務めた。慶応4年（1868年）1月からの戊辰戦争では官軍に与した。同年1月27日、新政府から近江国内の川越藩領および三上藩領の管理を命じられる。明治2年（1869年）6月の版籍奉還で水口藩知事に任じられ、明治4年（1871年）の廃藩置県で免官されて東京へ移った。明治17年（1884年）7月7日の華族令で翌日に子爵に叙せられる。
明治39年（1906年）11月29日、東京で死去。享年59。

## 栄典
- 1884年（明治17年）7月8日 - 子爵[1]
- 1906年（明治39年）11月25日 - 正三位[2]

## 家族
父母
- 加藤明邦（実父）
- 千代 － 側室（実母）
- 加藤明軌（養父）

妻
- 加藤泰幹の娘（前妻）1880年8月9日没。墓所は東京芝の西応寺。
- 有馬民 － 有馬頼咸の娘（後妻）
- 南部董子 － 南部信順の娘（後妻）

子女
- 加藤克明（長男）生母は加藤泰幹の娘（前妻）